# Saison 1995 de la NFL
Navigation
Édition précédente Édition suivante
La saison 1995 de la NFL est la 76e saison de la National Football League. Elle voit le sacre des Dallas Cowboys à l'occasion du  Super Bowl XXX.

## Expansion et déménagement
- Deux nouvelles franchises d'expansion arrivent dans la NFL : les Jaguars de Jacksonville (AFC Central) et les Panthers de la Caroline (NFC West).
- Les Rams quittent Los Angeles pour St.Louis, ville qui n'avait plus d'équipe en NFL depuis 1987 après le départ des Cardinals pour Phoenix.
- Les Raiders retrouvent la ville d'Oakland qu'ils avaient quittée en 1982.

## Classement général
| Qualifié en play-offs |

| AFC Est              |      |      |      |        |          |            |
| Franchise            | Vic. | Déf. | Nuls | % vic. | Pts pour | Pts contre |
| Buffalo Bills        | 10   | 6    | 0    | .625   | 350      | 335        |
| Indianapolis Colts   | 9    | 7    | 0    | .563   | 331      | 316        |
| Miami Dolphins       | 9    | 7    | 0    | .563   | 398      | 332        |
| New England Patriots | 6    | 10   | 0    | .375   | 294      | 377        |
| New York Jets        | 3    | 13   | 0    | .188   | 233      | 384        |
| AFC Central          |      |      |      |        |          |            |
| Franchise            | Vic. | Déf. | Nuls | % vic. | Pts pour | Pts contre |
| Pittsburgh Steelers  | 11   | 5    | 0    | .688   | 407      | 327        |
| Cincinnati Bengals   | 7    | 9    | 0    | .438   | 349      | 374        |
| Houston Oilers       | 7    | 9    | 0    | .438   | 348      | 324        |
| Cleveland Browns     | 5    | 11   | 0    | .313   | 289      | 356        |
| Jacksonville Jaguars | 4    | 12   | 0    | .250   | 275      | 404        |
| AFC Ouest            |      |      |      |        |          |            |
| Franchise            | Vic. | Déf. | Nuls | % vic. | Pts pour | Pts contre |
| Kansas City Chiefs   | 13   | 3    | 0    | .813   | 358      | 241        |
| San Diego Chargers   | 9    | 7    | 0    | .563   | 321      | 323        |
| Seattle Seahawks     | 8    | 8    | 0    | .500   | 363      | 366        |
| Denver Broncos       | 8    | 8    | 0    | .500   | 388      | 345        |
| Oakland Raiders      | 8    | 8    | 0    | .500   | 348      | 332        |

| NFC Est             |      |      |      |        |          |            |
| Franchise           | Vic. | Déf. | Nuls | % vic. | Pts pour | Pts contre |
| Dallas Cowboys      | 12   | 4    | 0    | .750   | 435      | 291        |
| Philadelphia Eagles | 10   | 6    | 0    | .625   | 318      | 338        |
| Washington Redskins | 6    | 10   | 0    | .375   | 326      | 359        |
| New York Giants     | 5    | 11   | 0    | .313   | 290      | 340        |
| Arizona Cardinals   | 4    | 12   | 0    | .250   | 275      | 422        |
| NFC Central         |      |      |      |        |          |            |
| Franchise           | Vic. | Déf. | Nuls | % vic. | Pts pour | Pts contre |
| Green Bay Packers   | 11   | 5    | 0    | .688   | 404      | 314        |
| Detroit Lions       | 10   | 6    | 0    | .625   | 436      | 336        |
| Chicago Bears       | 9    | 7    | 0    | .563   | 392      | 360        |
| Minnesota Vikings   | 8    | 8    | 0    | .500   | 412      | 385        |
| Tampa Bay Buccs     | 7    | 9    | 0    | .438   | 238      | 335        |
| NFC Ouest           |      |      |      |        |          |            |
| Franchise           | Vic. | Déf. | Nuls | % vic. | Pts pour | Pts contre |
| San Francisco 49ers | 11   | 5    | 0    | .688   | 457      | 258        |
| Atlanta Falcons     | 9    | 7    | 0    | .563   | 362      | 349        |
| St. Louis Rams      | 7    | 9    | 0    | .438   | 309      | 418        |
| Carolina Panthers   | 7    | 9    | 0    | .438   | 289      | 325        |
| New Orleans Saints  | 7    | 9    | 0    | .438   | 319      | 348        |

- Indianapolis termine devant Miami in the AFC Est en raison des résultats enregistrés en confrontations directes (2-0).
- San Diego gagne la première Wild Card de l'AFC devant Indianapolis en raison du résultat enregistré en confrontation directe (1-0).
- Cincinnati termine devant Houston en AFC Central en raison des résultats enregistrés en division (4-4 contre 3-5).
- Seattle termine devant Denver et Oakland en AFC Ouest  en raison des résultats enregistrés en confrontations directes (3-1 pour Seattle contre 2-2 pour Denver et 1-3 pour Oakland).
- Denver termine devant Oakland en AFC Ouest  en raison des résultats enregistrés en confrontations directes (2-0).
- Philadelphia gagne la première Wild Card de la NFC devant Detroit en raison des résultats enregistrés en conférence (9-3 contre 7-5).
- Atlanta gagne la troisième Wild Card de la NFC devant Chicago en raison des résultats enregistrés en division (4-2 contre 3-3).
- Saint-Louis termine devant Carolina et la Nouvelle-Orléans en NFC Ouest en raison des résultats enregistrés en division (3-1 pour Saint-Louis contre 1-3 pour Carolina et 2-2 pour la Nouvelle-Orléans).
- Carolina termine devant la Nouvelle-Orléans en NFC Ouest en raison des résultats enregistrés en conférence (4-8 contre 3-9).

## Play-offs
Les équipes évoluant à domicile sont nommées en premier. Les vainqueurs sont en gras

### AFC
- Wild Card : 
  - 30 décembre 1995 :  Buffalo 37-22 Miami
  - 31 décembre 1995 : San Diego 20-35 Indianapolis
- Premier tour : 
  - 6 janvier 1996 :  Pittsburgh 40-21 Buffalo
  - 7 janvier 1996 : Kansas City 7-10 Indianapolis
- Finale AFC : 
  - 14 janvier 1996 : Pittsburgh 20-16 Indianapolis

### NFC
- Wild Card : 
  - 30 décembre 1995 :  Philadelphie 58-37 Detroit
  - 31 décembre 1995 : Green Bay 37-20 Atlanta
- Premier tour : 
  - 6 janvier 1996 : San Francisco 17-27 Green Bay
  - 7 janvier 1996 : Dallas 30-11 Philadelphie
- Finale NFC : 
  - 14 janvier 1996 : Dallas 38-27 Green Bay

### Super Bowl XXX
- 28 janvier 1996 : Dallas (NFC) 27-17 Pittsburgh (AFC), au Sun Devil Stadium de Tempe